# 베르사유 조약 (1756년)

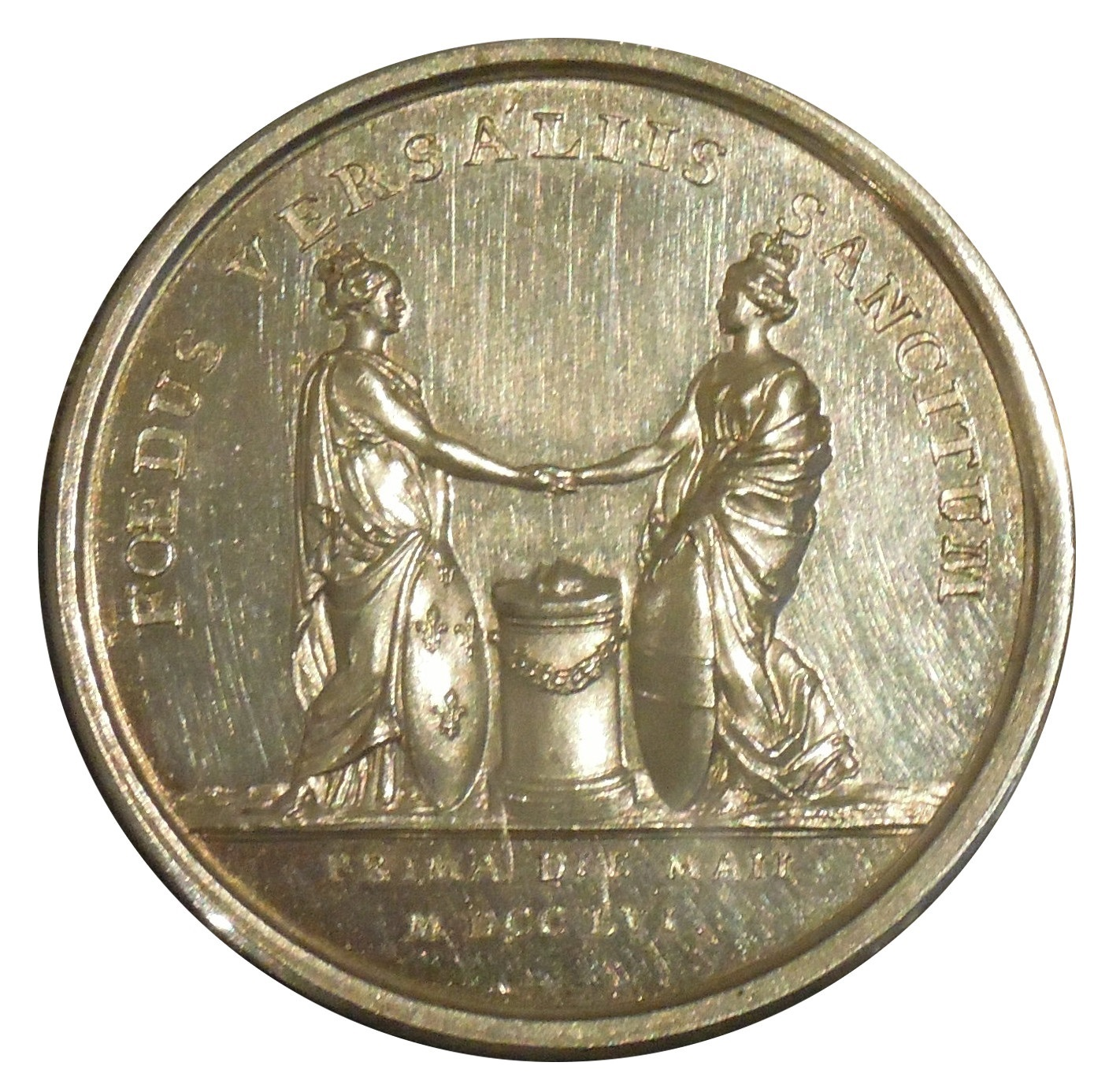

베르사유 조약(프랑스어: Traité de Versailles, 독일어: Friedensvertrag von Versailles)은 1756년 5월 1일 프랑스 베르사유궁에서 맺어진 조약이다. 이로 인하여 오스트리아와 프랑스 왕국, 그리고 제정 러시아 사이에 동맹이 맺어지고 프로이센은 대륙에서 고립되었다. 이에 프로이센은 영국과 동맹을 맺었다. 이로써 합스부르크 가와 부르봉 가의 수백년에 걸친 오랜 적대 관계가 청산되고 외교상의 혁명적 변화가 이루어졌다 하여 외교 혁명(Diplomatic Revolution)이라고 부르기도 한다.

## 배경
1740년 신성 로마 제국의 황제 카를 6세가 아들없이 사망하자 오스트리아 왕위 계승 전쟁이 발발하였다. 이에 프로이센의 프리드리히 2세는 이를 절호의 기회로 여기고 제국의 중요 공업 지대였던 슐레지엔을 기습적으로 공격하여 아직 준비가 덜된 오스트리아군의 저항을 분쇄하고는 전지역을 점령하였다. 프리드리히는 이후 마리아 테레지아에게 사절을 보내 슐레지엔에 대한 영유권을 인정한다면 그녀의 왕위 계승을 인정하고 모든 지원을 아끼지 않을 것이라고 하며 협상을 시도하였다.
마리아 테레지아는 이 제안을 일거에 거절하고는 나이페르크(Neipperg) 장군을 총사령관으로 삼아 슐레지엔 탈환을 준비하였다. 그러나 오스트리아는 1741년 4월에 모르비츠, 1742년 5월에는 코츠시츠 등에서 프로이센에게 패하였고 이후 1742년 11월에 〈브레슬라우 조약〉이, 1745년 12월에 〈드레스덴 조약〉이 체결되어 최종적으로 프로이센의 슐레지엔 지방에 대한 영유권을 인정하였다 이후 1748년의 〈아헨 조약〉에서도 프로이센의 슐레지엔 영유를 명시하였다.

## 내용
오스트리아 - 프랑스 두 나라는 그레이트 브리튼 왕국 또는 프러시아(프로이센)의 공격을 받을 시 상호 방위 동맹을 맺는다. 이로서 30년간 지속된 불오 동맹이 체결되었다.

## 결과
그러나 신성 로마 제국의 공식적 통치자로 즉위한 마리아 테레지아는 슐레지엔을 되찾기 위하여 하우크비트를 등용한 내정 개혁과 다운에 의한 군제개혁, 카우니츠 백작을 프랑스에 파견하여 1756년 5월 1일 베르사유궁에서 조약을 채결하여 제정 러시아의 엘리자베타 3세와 루이 15세, 마리아 테레지아 사이에 동맹을 맺었다.
이에 프로이센은 유럽에서의 고립을 피하기 위하여 영국과 동맹을 맺었으며 오스트리아를 기습공격하여 7년 전쟁을 일으켰다.

## 같이 보기
- 7년 전쟁
- 오스트리아 왕위계승전쟁

## 참고 문헌
- Anderson, Fred. Crucible of War: The Seven Years' War and the Fate of Empire in British North America, 1754–1766. Faber and Faber, 2000.
- Simms, Brendan. Three Victories and a Defeat: The Rise and Fall of the First British Empire. Penguin Books, 2008.